# Каваллиотис, Теодорос
Тео́дорос Анастасиу Каваллио́тис (греч. Θεόδωρος Αναστασίου Καβαλλιώτης; 1718, Кавала — 11 августа 1789, Мосхополис) — греческий священник и педагог, деятель Новогреческого просвещения,

## Биография
Теодорос Анастасиу родился в 1718 году в восточномакедонском городе Кавала, по этой причине впоследствии стал известен под фамилией Каваллио́тис.
Семья была арумынского происхождения, родом из Западной Македонии.
Как и многие другие представители двуязычного, латино-греческого, арумынского населения Макдонии, семья Каваллиотиса имела греческую идентичность.
Мальчик был умным, имел склонность к наукам, и община салоникской церкви Панагия Халкеон послала его в город Янина, ставший в османский период одним из основных центров греческого просвещения.
Здесь Каваллиотис учился математике и философии у Евгения Вулгариса в «Школе братьев Маруцисов» (1732—1734)
Проучившись некоторое время в Янина, он последовал за свои учителем в Козани, чтобы продолжить свою учёбу.
Позже он отправился в западномакедонский город Мосхополис, где прожил бо́льшую часть своей жизни (1743—1769).

## Мосхополис
Населённый преимущественно двуязычными арумынами, этот городок стал в XVIII веке торговым центром и центром греческого просвещения и культуры.
В силу этого, Мосхополис именовался в тот период «Новыми Афинами» или «Новым Мистра».
К 1760 году этот «ковчег эллинизма» достиг своего наибольшего расцвета, имел 12 кварталов и насчитывал 65 000 человек православного греческого и арумынского населения.
В значительной степени расцвет объяснялся привилегиями, полученными городом от султана в вопросах местного самоуправления и налогообложения и даже запретом входа турок в город.
Вызывавший неприязнь и зависть окружающего мусульманского населения, православный греческий Мосхополис был разрушен до основания албанцами и турками в 1669 году, в самом начале Греческого восстания, вызванного первой архипелагской экспедицией русского флота в ходе русско-турецкой войны (1768—1774). Выжившие жители города рассеялись на территории османской Македонии.
Каваллиотис переехал в Мосхополис в 1743 году, в период расцвета города и за четверть века до этих трагических событий, и был назначен учителем в Новую Академию Мосхополиса.
В 1750 году он сменил своего бывшего учителя Севастоса Леонтиадиса на посту директора Новой Академии оставаясь на этом посту около 20 лет.
Период его правления отмечен как самый блестящий период в истории Академии.
Тем временем, Теодорос женился на местной девушке, а затем был рукоположён в священники.
После разрушения Мохополиса албанцами и турками в 1669 году, Калливиотис, согласно историку Кекридису, первоначально оказался в венгерском Токае, после чего отправился в Константинополь. Был назначен Константинопольским патриархом проповедником Первой Юстинианы и Охрида.
Греческий историк Константинос Сатас утверждает, что именно Каваллиотис перевёл на албанский язык Новый Завет. Если утверждение Сатаса верно, это придаёт деятельности Каваллиотиса дополнительный вес и делает значительным его вклад в Христианство в Албании.
В дальнейшем Каваллиотис уехал в Германию, в поисках бо́льшего образования.
Однако этот, по выражению Сатаса, «демонический муж» не мог успокоиться с разрушением своей Академии.
Он вернулся в разрушенный Мосхополис, но предпринятые им усилия с целью восстановить Академию и возродить её работу не имели успеха.
В последние месяцы своей жизни он стал свидетелем новой волны разрушений, предпринятой местными мусульманскими феодалами, разрушившими в июне 1789 года всё что ещё оставалось целым в Мосхополисе.
Он умер в Мосхополисе в возрасте 71 лет 11 августа 1789 года.

## «Протопириа»

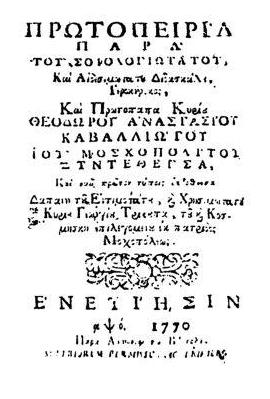
Обложка книги «Протопириа», Венеция, 1770

В 1770 году Каваллиотис опубликовал в Венеции, в типографии Антонио Бортоли, одно из самых значительных своих произведений, книгу Протопириа («Πρωτοπειρία»)
«Протопириа», книга в 104 страницы, на страницах 15-59 включала в себя трёхъязычный словарь 1170 греческих, арумынских и албанских слов.
Эта работа была направлена на эллинизацию не говорящих на греческом христианских общин Балкан.
Его ученик Константинос Дзеханис, живший в голландском Лейдене, дал шведскому лингвисту Иоганну Тунманну копию «Протопириа».
В 1774 году Тунманн переиздал трёхъязычный (греческий, арумынский и албанский) словарь Каваллиотиса и позже добавил латинский перевод.

## Работы
- Введение в восемь частей речи (Εἰσαγωγὴ εἰς τὰ ὀκτω μέρη τοῦ λόγου. Ἐν Μοσχοπόλει 1760 καὶ Ἑνετίῃσι 1774).
- «Поэма в честь проживавшего в Мосхополисе экзарха Иоанникия Халкидонского» (Ἔπη πρὸς τὸν ἐξαρχικῶν ἐν Μοσχοπόλει ἐπιδημήσαντα Ἰωαννίκιον Χαλκηδόνος ἐν ἔτει 1750 Μαΐου 2.)
- «Первый опыт» (Πρωτοπειρία, Ἑνετίῃσιν, 1770. Παρὰ Ἀντωνίῳ τῷ Βόρτολι. Superiorum permissu. Ac privilegio.)
- Логика, осталась неизданной (Λογική, 1749)
- Физика, осталась неизданной (Φυσική, 1752)
- Грамматика (Γραμματική,1760)
- Метафизика (Μεταφυσική, 1767)